# Батманка (зупинний пункт)
Батма́нка — пасажирський залізничний зупинний пункт Лиманської дирекції Донецької залізниці на лінії Очеретине — Микитівка між станціями Новобахмутівка (8 км) та Горлівка (12 км). Розташована між селищем Ставки та селом Михайлівка Горлівського району Донецької області.

## Історія
Відкритий у 1902 році. Через бойові дії, в ході російсько-української війни, рух поїздів тимчасово припинено.